# Kyle Lowder
Kyle Brandon Lowder es un actor, modelo y cantante estadounidense, conocido por haber interpretado a Brady Black en la serie Days of Our Lives y a Rick Forrester en la serie The Bold and the Beautiful.

## Biografía
Es hijo de Craig Lowder y Susan Lowder. Estudió en la Universidad de Syracuse.
En 2001 se comprometió con su novia la actriz Arianne Zucker, con quien se casó el 3 de agosto de 2002. En agosto de 2007 anunciaron que se habían separado, pero en febrero de 2008 se reconciliaron; tuvieron una hija, Isabella Reese Lowder (7 de diciembre de 2009), y en 2014 anunciaron que se habían divorciado.

## Carrera
Kyle ha modelado para "Abercrombie & Fitch" y para "Speedo".
En 2000 se unió al elenco principal de la exitosa serie Days of Our Lives, donde interpretó a Brady Black hasta 2005. En enero de 2007 se unió al elenco principal de la serie The Bold and the Beautiful, donde interpretó al empresario Rick Forrester hasta enero de 2011.
En 2012 se unió al elenco principal de la segunda temporada de la serie DeVanity, donde dio vida a Andrew Regis hasta el final de la serie en la cuarta temporada en 2014. En 2016 se unió al elenco de la miniserie Ladies of the Lake, donde interpretó al detective Shawn Daniels.

## Filmografía

### Series de televisión
| Año         | Título                     | Personaje          | Notas                                        |
| ----------- | -------------------------- | ------------------ | -------------------------------------------- |
| 2016        | Ladies of the Lake         | Det. Shawn Daniels | 4 episodios                                  |
| 2012 - 2014 | DeVanity                   | Andrew Regis       | 8 episodios                                  |
| 2007 - 2011 | The Bold and the Beautiful | Rick Forrester     | 415 episodios                                |
| 2006        | Cuts                       | Eric               | episodio "Strictly Biz-Nass 2: Biz Nastier"  |
| 2000 - 2005 | Days of Our Lives          | Brady Black        | 1,387 episodios                              |
| 2003        | Friends                    | Kyle Lowder        | episodio "The One with the Soap Opera Party" |

### Películas
| Año  | Título      | Personaje          | Notas |
| ---- | ----------- | ------------------ | --- |
| 2017 | Misfits     | Gage Hollingsworth | junto a Ari Frenkel, Gabriel Freilich, Krista Allen, Leigh-Allyn Baker, Brooke Trantor, Zurin Villanueva y Keelin Woodell |
| 2012 | Wedding Day | Mr. Hendrix        | junto a David Koechner, C. Thomas Howell, Jennifer Keller, Stephanie Drapeau, André Gordon y Sean Field                   |

### Productor
| Año  | Título             | Notas                           |
| ---- | ------------------ | ------------------------------- |
| 2016 | Ladies of the Lake | miniserie - productor ejecutivo |

### Apariciones
| Año  | Programa                            | Notas       |
| ---- | ----------------------------------- | ----------- |
| 2010 | Io canto                            | 2 episodios |
| 2001 | Days of Our Lives' Christmas        | -           |
| 2000 | Days of Our Lives' 35th Anniversary | -           |

## Premios y nominaciones
| Año  | Categoría                                      | Premio                  | Series            | Resultado |
| ---- | ---------------------------------------------- | ----------------------- | ----------------- | --------- |
| 2014 | Best Supporting Actor - Drama                  | ISA Award               | DeVanity          | Nominado  |
| 2003 | Outstanding Supporting Actor in a Drama Series | Daytime Emmy Award      | Days of Our Lives | Nominado  |
| 2003 | Outstanding Younger Lead Actor                 | Soap Opera Digest Award | Days of Our Lives | Ganador   |